# Повитиця хмелеподібна
Повитиця хмелеподібна, повитиця хмельовидна (Cuscuta lupuliformis) — вид рослин з родини берізкових (Convolvulaceae); поширений у середній і східній Європі, помірних областях Азії.

## Опис
Однорічна трав'яниста рослина 100–200 см завдовжки. Стебло до 3 мм завтовшки, червонувато-буре, розгалужене. Трубка віночка вдвічі довша від чашечки. Луски в трубці віночка 2-роздільні, на краях бахромчасті. Віночок рожевий; частини його подовжені, цілокраї. Стовпчик один, в 3–4 рази довше рильця. Коробочка яйцювато-конічна. Суцвіття китицеподібно-колосоподібні; приквітки овальні або яйцеподібні. Квітки 3–5 мм, сидячі або на коротких квітконосах. Чашечка зеленувато-коричнева у сухих зразках, чашоподібна; чашолистки від яйцеподібних до широко яйцеподібних, верхівки тупі. Насіння від блідо- до темно-коричневого забарвлення, яйцеподібне, 2–3 мм. 2n = 28.

## Поширення
Поширений у середній і східній Європі, помірних областях Азії.
В Україні вид паразитує на різних видах верби, тополі чорній, осиках, вільхах і високих трав'янистих рослинах. Легко переходить на ягідні чагарники й молоді плодові дерева — на Поліссі та в Лісостепу, Степу, Криму, рідко.

## Галерея

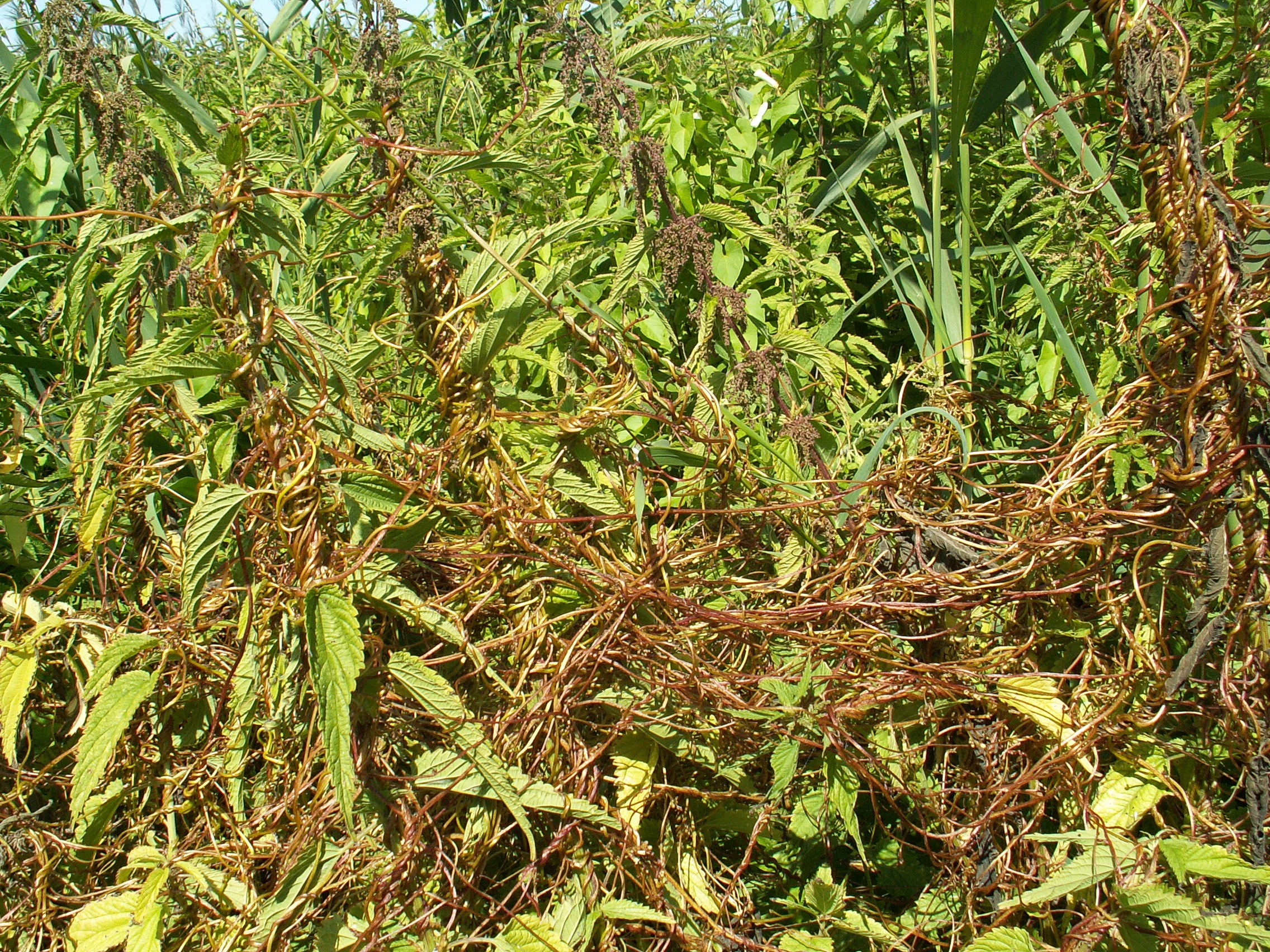
у середовищі проживання
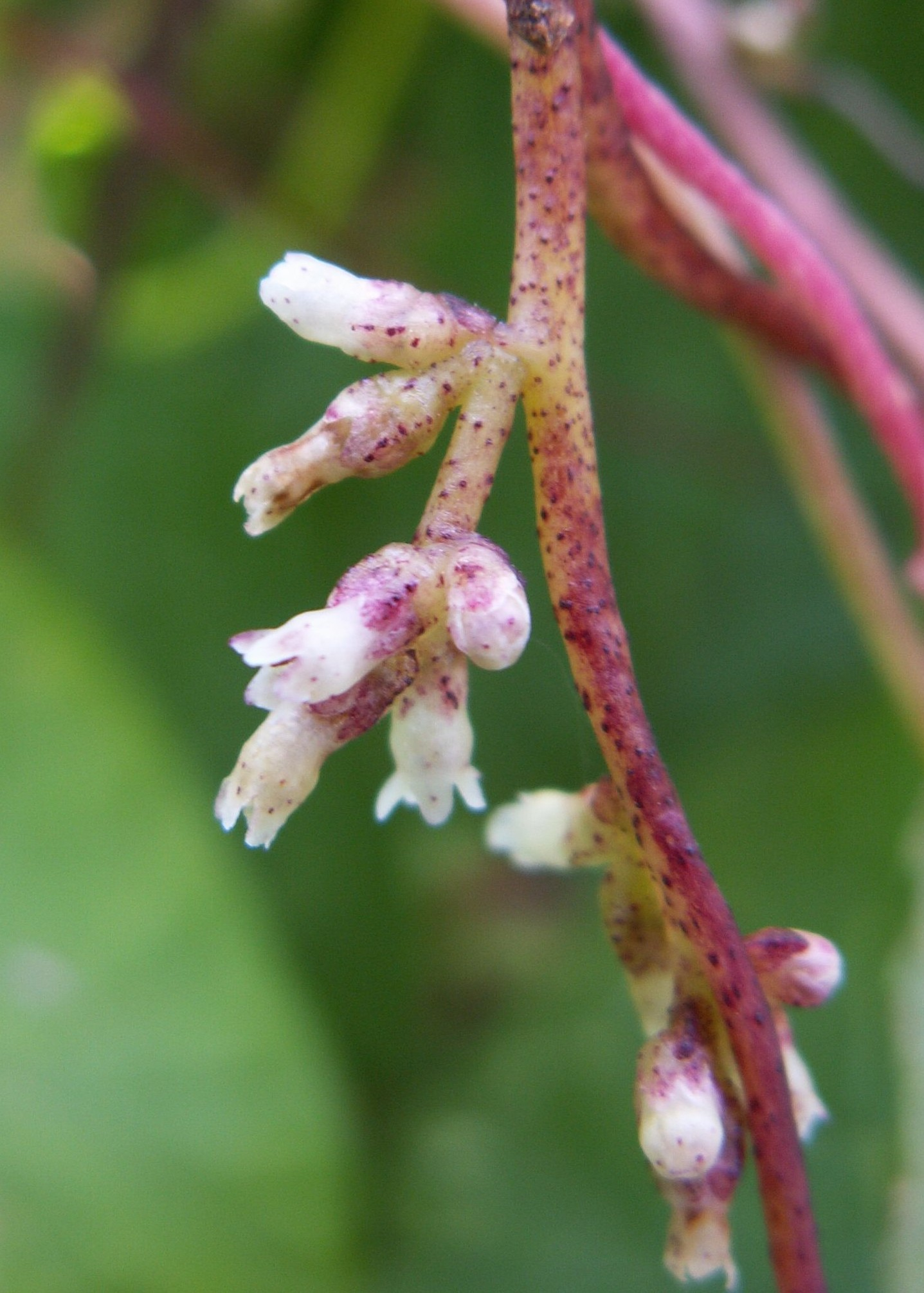
квіти
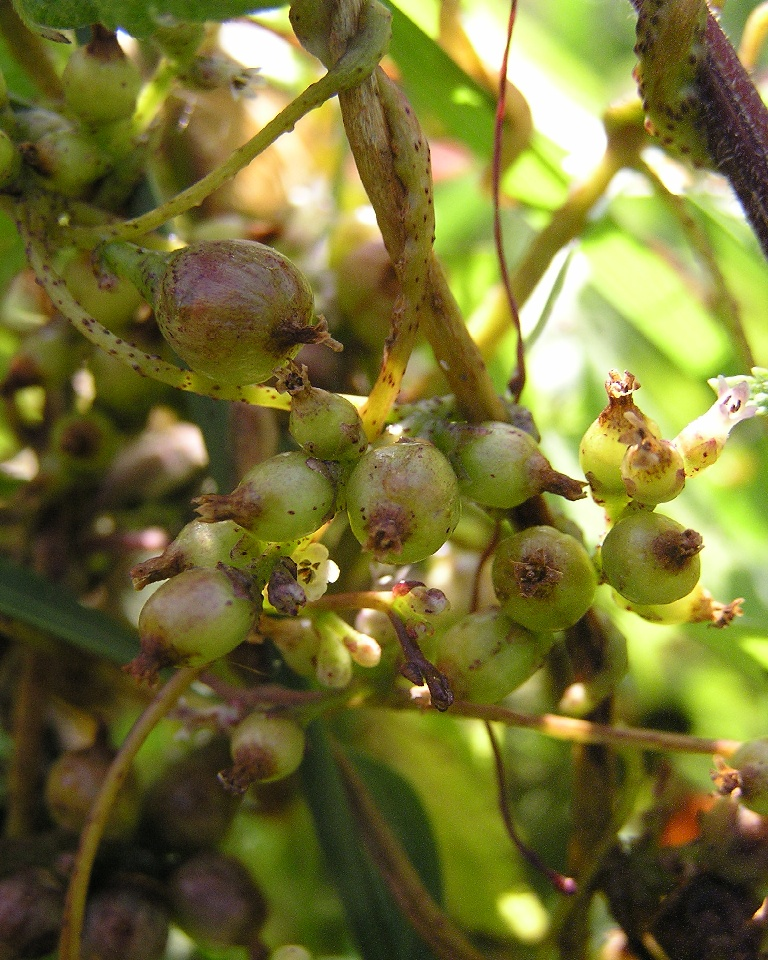
плоди